# Schuppenlori

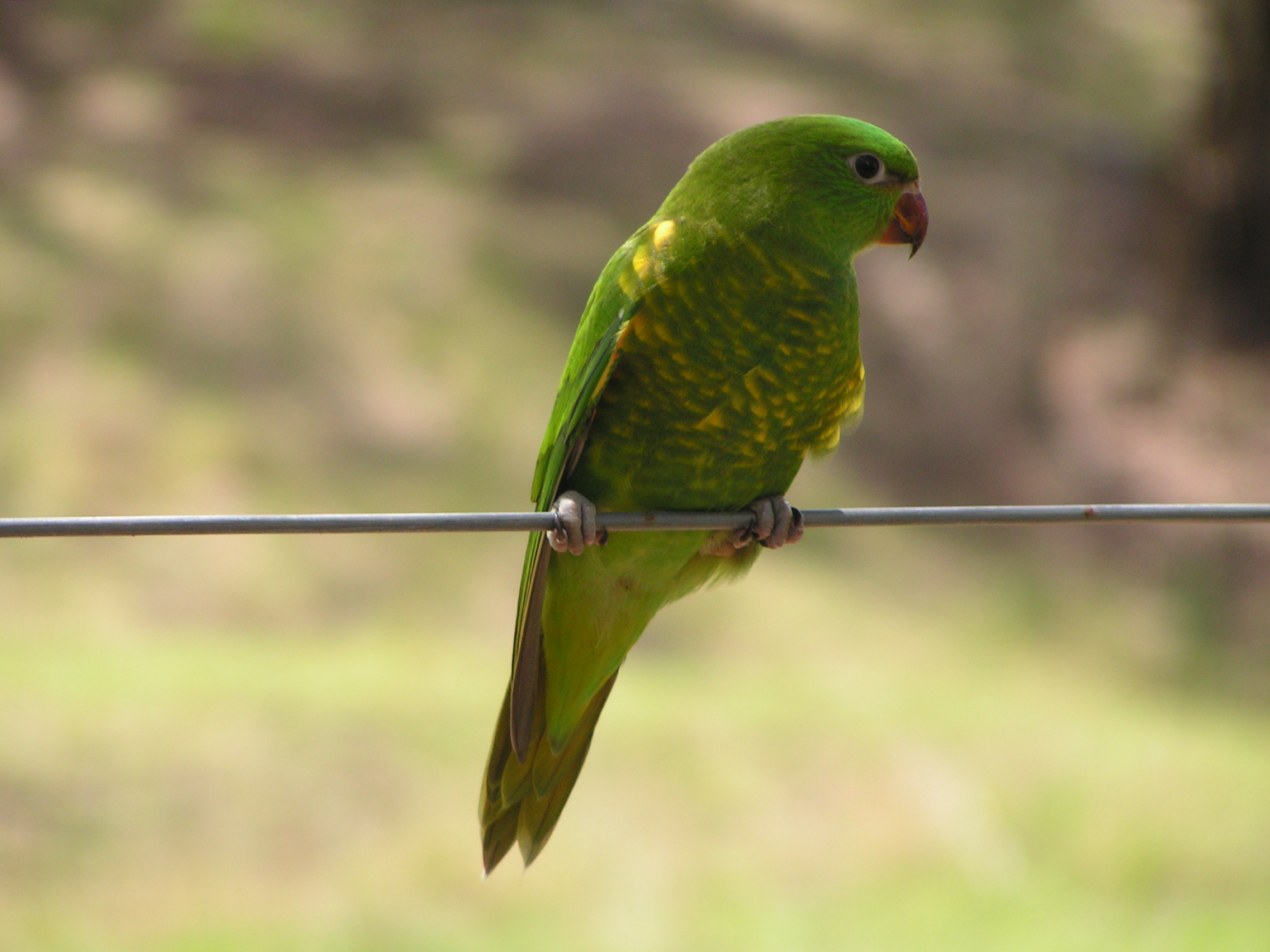
Schuppenlori, Jungvogel

Der Schuppenlori (Trichoglossus chlorolepidotus) ist eine Art aus der Familie der Papageien, die zur Avifauna Australiens gehört. Der Schuppenlori zählt zu den sogenannten Keilschwanzloris, einer Gattung kleiner bis mittelgroßer Loris. Die Bestände sind stabil, der Schuppenlori gilt daher nicht als bedroht. Trotz seines sehr großen australischen Verbreitungsgebietes werden keine Unterarten beschrieben.
In menschlicher Obhut werden Schuppenloris verhältnismäßig selten gepflegt. Lorihalter geben meist den farbenprächtigeren Vertretern der Lori-Unterfamilie den Vorzug.

## Erscheinungsbild
Schuppenloris erreichen eine Körpergröße von 23 Zentimeter und wiegen 71 bis 97 Gramm. Sie sind damit die kleinsten der Keilschwanzloris. Wie alle Keilschwanzloris weisen sie keinen auffälligen Geschlechtsdimorphismus auf.
Die Grundfärbung des Gefieders ist ein sattes Grün. Der Oberkopf und die Kopfseiten weisen einen leichten blauen Anflug auf. Die Federn der Körperunterseite sowie des Nackens und des oberen Vorderrückens sind gelb mit einem breiten grünen Saum. Dadurch entsteht die kontrastreiche Schuppenzeichnung, die für diese Art namensgebend war. Die Flanken, Schenkel und Unterschwanzdecken sind gelb gefleckt. Die Unterflügeldecken sowie ein Breites Band auf der Unterseite der Schwungfedern sind orangerot.
Der Schnabel ist rot. Die Iris ist orangegelb. Schuppenloris haben einen nackten, hellgrauen Augenring. Die Beine sind graubraun.
Jungvögel weisen eine sehr große Ähnlichkeit zu den adulten Vögeln auf. Sie haben allerdings deutlich weniger gelbe Federpartien auf dem Nacken, dem oberen Vorderrücken und der Körperunterseite. Der Augenring ist noch hell und wirkt blassgrau bis weißlich. Der Schnabel ist dunkelbraun und hellt zur Spitze hin gelborange auf. Die Iris ist braun. Die Beine wirken hellbraun.
Der Flug der Schuppenloris ist direkt und schnell. Durch den einfarbig grünen Kopf sowie die leuchtend orangeroten Flügelunterseiten sind sie gut von anderen Loriarten zu unterscheiden. Der Ruf der Loris ist kreischend und laut. Ihre Rufe sind insgesamt höher als die der Allfarbloris. Die Kontakt- und Balzrufe sind dagegen zum Allfarblori identisch.

## Verbreitungsgebiet
Schuppenloris kommen ausschließlich in Australien vor. Ihr Verbreitungsgebiet reicht im Nordosten Australiens etwa vom 15. südlichen Breitengrad bis nach New South Wales. Sie besiedeln in dieser Region auch küstennahe Inseln und kommen beispielsweise auf Fraser-Island vor. In der Region um Melbourne herum sind sie eingeführt und kommen dort bis zur Bellarine-Halbinsel und der Mornington-Halbinsel in Victoria vor. Sie wurden hier erstmals gegen Ende der 1960er Jahre beobachtet und haben sich mittlerweile dieser Region vollständig etabliert.
Da Schuppenloris wie alle Lori-Arten auf blühende Bäume angewiesen sind, kommt es zu lokalen Wanderungen. Schuppenloris ziehen dabei nur selten vollständig aus einem Gebiet ab. Meist sinkt lediglich die Individuenzahl. Urbane Lebensräume bieten Schuppenloris wegen der zahlreichen Zierpflanzen meist ganzjährig eine ausreichende Nahrungsreserve. Populationen in städtischen Gebieten sind daher tendenziell sesshaft.

## Lebensraum
Schuppenloris kommen überwiegend im Tiefland vor. Sie besiedeln dabei alle Lebensräume einschließlich urbaner Lebensräume wie Stadtparks und Gärten und nutzen auch landwirtschaftliche Nutzflächen. In New South Wales ist ihr bevorzugter Lebensraum die Baumsavanne und die küstennahen Strauchheiden. Sie besiedeln außerdem trockene und feuchte Hartlaubwälder. Ihr Verbreitungsgebiet überlappt sich in vielen Bereichen mit dem des Allfarbloris, einer weiteren Art aus der Gattung der Keilschwanzloris. Der Allfarblori ist jedoch in fast allen Bereichen die häufigere Lori-Art.

## Verhalten und Nahrung

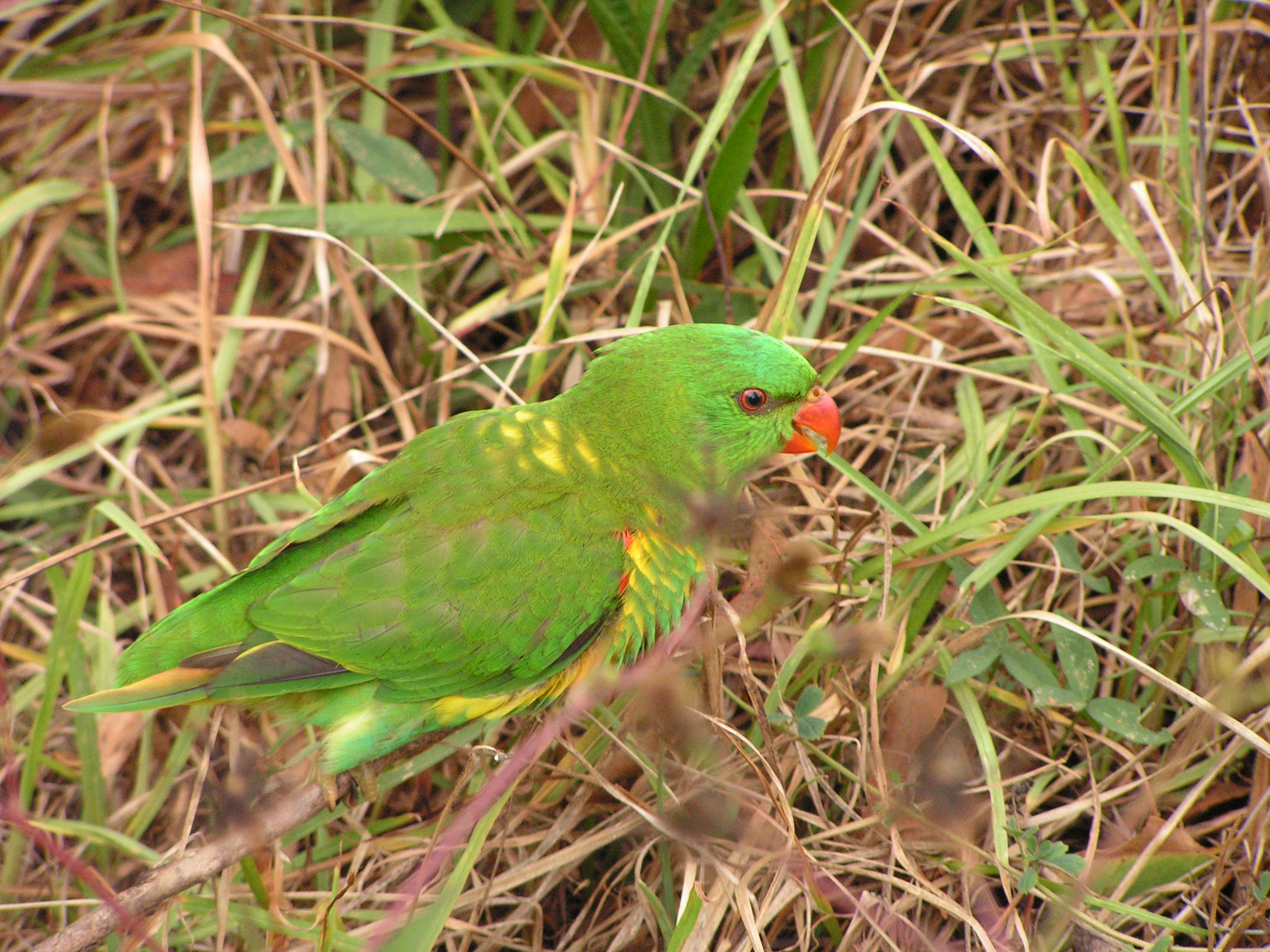
Schuppenlori

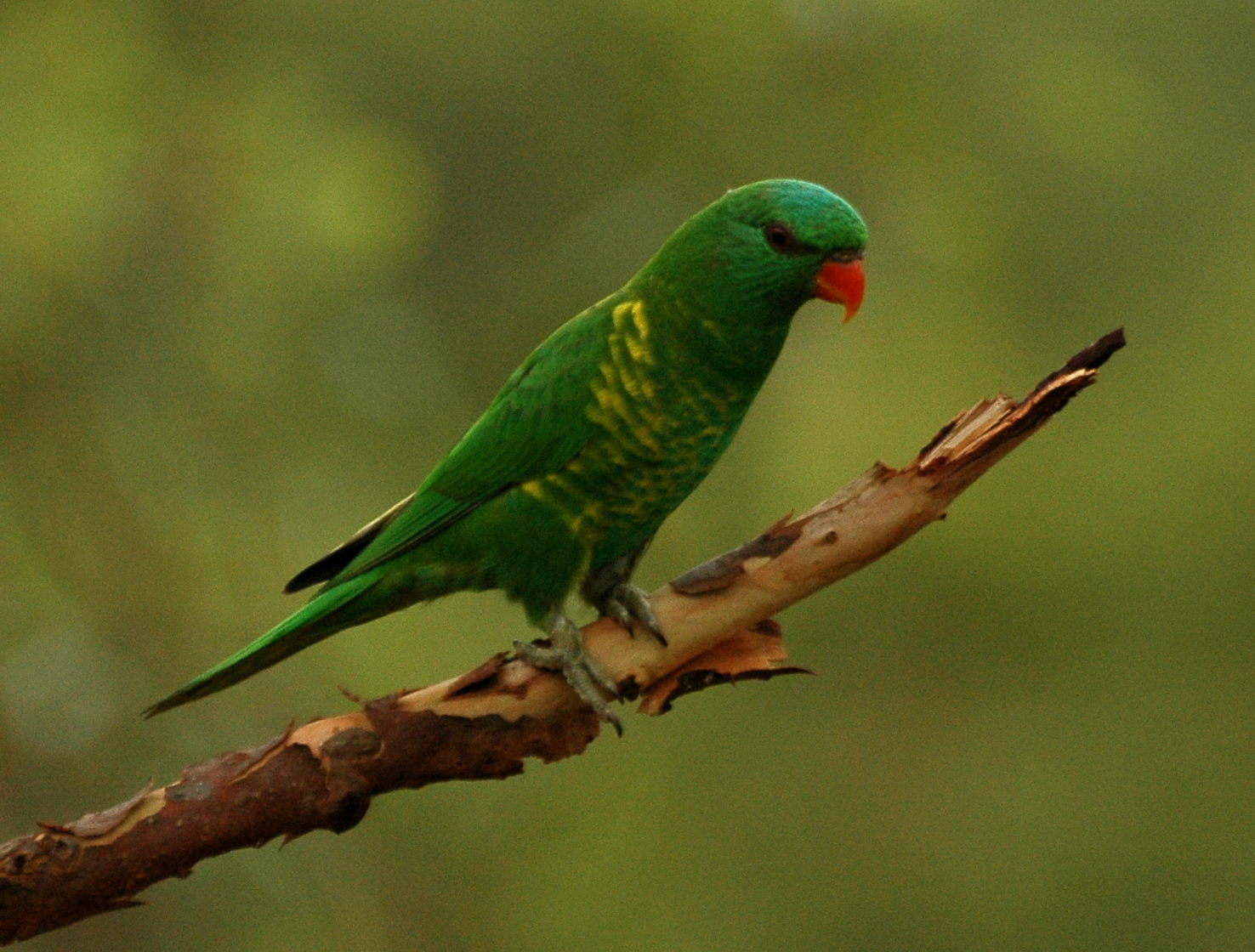
Schuppenlori

Die Lebensweise des Schuppenloris ähnelt der des Allfarbloris sehr. Schuppenloris leben gewöhnlich in Paaren oder in Schwärmen zusammen. In Schwärmen sind sie gelegentlich auch mit anderen Lori-Arten wie etwa den Allfarbloris vergesellschaftet. Im Regelfall besteht der Schwarm jedoch nur aus Vögeln einer Art. Die durchschnittliche Schwarmgröße beträgt 4,4 Vögel. Schwärme, die zwanzig Individuen umfassen, stellen bereits eine Ausnahme dar. Lediglich ein größeres Angebot einer Nahrungsressource kann dazu führen, dass sich eine größere Zahl an Schuppenloris an einer Stelle versammelt.
Schuppenloris fressen wie alle Loris Pollen, Nektar und weiche Früchte. Hinzu kommen Knospen, Samen sowie Insekten und deren Larven. Wesentliche Nahrungsquelle sind die Blüten von Eucalyptusbäumen, Banksien, Grevilleen und Xanthorrhoea. In Sydney und Newcastle suchen Schuppenloris regelmäßig blühende Korallenbäume auf, die dort häufig als Zierpflanze entlang von Straßen gepflanzt werden.

## Fortpflanzung
Schuppenloris sind Höhlenbrüter. Sie brüten meist in beträchtlicher Höhe in Eukalyptusbäumen. Die Nisthöhle wird präpariert, indem sie verrottendes Holz von den Innenwänden der Höhle nagen. Beide Elternvögel sind an dieser Brutvorbereitung beteiligt. Der Boden der Nisthöhle ist mit Holzmulm bedeckt. Das Gelege besteht in der Regel aus zwei, seltener aus drei Eiern. Es brütet nur das Weibchen. Die Brutzeit beträgt 23 Tage. Die Jungvögel sind in einem Alter von etwa sieben Wochen flügge. Zwei bis drei Wochen später sind sie selbständig.

## Haltung in menschlicher Obhut
Von in menschlicher Obhut gehaltene Schuppenloris wird erstmals 1877 berichtet. 1883 wurden sie erstmals nach Großbritannien exportiert und dort gelang kurz darauf die Nachzucht. Die erste Nachzucht in Deutschland gelang dem Berliner Zoo im Jahre 1890. Die erste belegte Nachzucht in Australien gelang dagegen erst 1935.
Heute werden Schuppenloris gelegentlich in großen Volieren gehalten. Sie eignen sich für eine Schwarmhaltung. In Zoos findet man sie gelegentlich mit Allfarbloris vergesellschaftet. Bei den in Gefangenschaft gehaltenen Schuppenloris gibt es mittlerweile mehrere Farbschläge. Zu den gezüchteten Farbschlägen zählen solche mit roten Federsäumen und solche mit zimtfarbenen Flügeldecken.